# Pico de gallo
La pico de gallo (dallo spagnolo "becco del gallo"), o salsa bandiera (con riferimento alla bandiera del Messico), è un contorno tradizionale della cucina messicana. 

## Caratteristiche
La pico de gallo è una delle preparazioni più classiche di questo Paese e si trova in quasi tutte le regioni in una moltitudine di varianti. Si compone di pomodori, cipolle e peperoncini tritati. Spesso prevede anche ingredienti come coriandolo, origano, avocado, cumino e limetta. Il peperoncino, di solito, è jalapeño o serrano. 
Il pico de gallo, di norma, non è un piatto a sé stante, ma un condimento che si usa per accompagnare altri piatti come taco, mollete, insalate, quesadilla, uova strapazzate, torte. Può essere mangiato anche da solo con i totopos, oppure può fare parte di piatti misti come contorno; il suo impiego più comune è quello in cui viene usato come salsa. Poiché i suoi colori corrispondono a quelli della bandiera del Messico, è anche conosciuta come salsa o bandiera messicana.

## Etimologia
L'origine del nome "pico de gallo" non è chiara e ne esistono diverse versioni. Stando a quanto riporta il Dizionario enciclopedico della gastronomia messicana, di Éditions Larousse, questa insalata è associata "al cibo con cui viene nutrito il pollame".
Secondo lo scrittore Sharon Tyler Herbst, è così chiamato perché originariamente le persone lo mangiavano pizzicando porzioni tra il pollice e l'indice.
Nel loro libro Authentic Mexican: Regional Cooking from the Heart of Mexico, Rick Bayless e Deann Groen ipotizzano che il nome possa alludere all'aspetto simile al cibo degli uccelli.
Un'altra spiegazione, derivante dallo stato settentrionale di Sonora, dice che la salsa è così chiamata perché il peperone serrano ricorda la forma di un becco di un gallo.

## Varianti
Il termine pico de gallo identifica anche molteplici condimenti a base di verdure tritate finemente, fra cui il pico de gallo de Yucatán, con peperoncino habanero e arancia amara. Inoltre, esistono delle macedonie di frutta che prendono il nome di pico de gallo (pico de gallo dulce e pico de gallo de Uruapan) che possono anche contenere verdure.